# NGC 314
 NGC 314 là một thiên hà dạng thấu kính trong chòm sao Ngọc Phu. Nó được phát hiện vào ngày 27 tháng 9 năm 1834 bởi John Herschel.